# Altijd onderweg
Altijd onderweg is een lied van de Nederlandse band Miss Montreal. Het werd in 2023 als single uitgebracht.

## Achtergrond
Altijd onderweg is geschreven door Sanne Hans, Nienke Leone, Hiten Bharadia en Bhavik Puttani en geproduceerd door Oliver Rosa. Het is een lied dat past in het genre nederpop. Het lied is een ode aan de vriend van Hans. Ze zingt over hoe ze eerst altijd onderweg was voor werk, maar sinds ze met hem is ze rust in haar leven heeft. Ze zingt daarnaast over de avonturen die ze nu samen beleven. Hans schreef het lied al vijf jaar voordat het werd uitgebracht. Dit deed zij in het Engels. Het werd echter nooit uitgebracht, totdat Hans samen met Nienke Leone besloot om het lied naar het Nederlands te hertalen. Het nummer werd bij NPO Radio 2 uitgeroepen tot TopSong.

## Hitnoteringen
De band had weinig succes met het lied in Nederland. Het had geen notering in de Single Top 100 en ook de Top 40 werd niet bereikt; het lied bleef steken op de 23e plaats van de Tipparade.